# James Melville
Pour les articles homonymes, voir Melville.
James Melville, nom de plume de Roy Peter Martin, né le 5 janvier 1931 à Londres, en Angleterre, et mort le 23 mars 2014, est un écrivain britannique, auteur de roman policier et de roman historique. Il signe certains de ses romans du pseudonyme Hampton Charles.

## Biographie
Il fait des études de philosophie au Birkbeck College avant de servir dans la Royal Air Force. En 1960, il est chargé de mission en Indonésie, puis au Japon, où il travaille pour le British Council de Tokyo et de Kyoto. « En poste dans cette ville, il est convoqué par la police pour procéder à l'identification du cadavre d'un ressortissant britannique, victime d'un assassinat.  Melville s'aperçoit vite qu'il s'agit là d'une méprise : la victime est américaine. Il n'aura plus d'écho de cette sombre affaire, mais cet incident constitue le véritable point de départ de sa future carrière d'écrivain ». 
En 1979, il publie son premier roman, Le Prix de la sérénité (The Wages of Zen), qui inaugure une série consacrée aux enquêtes du commissaire de police Tetsuo Otani. Dans une douzaine de volumes relevant de la procédure policière, ce héros, sorte de « Maigret aux yeux bridés », évolue au sein d'une société japonaise contemporaine tiraillée entre les influences de la culture occidentale et les valeurs ancestrales nippones.
En 1986, Melville écrit un roman historique The Imperial Way ayant pour sujet l'Incident du 26 février. En 1990, il reprend la série Miss Seeton, dont il écrit trois romans. Il est également l'auteur en 1997 d'une biographie sur la famille impériale japonaise, The Chrysanthemum Throne: A History of the Emperors of Japan.

## Œuvre

### Romans

#### Romans signés James Melville

##### SérieTetsuo Otani
- The Wages of Zen (1979) Publié en français sous le titre Le Prix de la sérénité, Paris, UGE, 10/18, coll. « Grands détectives » no 3070 (1999)  (ISBN 2-264-02855-6)
- The Chrysanthemum Chain (1980) Publié en français sous le titre Une chaîne de chrysanthèmes, Paris, UGE, 10/18, coll. « Grands détectives » no 2598 (1995)  (ISBN 2-264-02057-1)
- A Sort Of Samurai (1981) Publié en français sous le titre Comme un samouraï, Paris, UGE, 10/18, coll. « Grands détectives » no 2787 (1996)  (ISBN 2-264-02408-9)
- The Ninth Netsuke (1982) Publié en français sous le titre Le Neuvième Netsuke, Paris, Éditions Philippe Picquier (1991)  (ISBN 2-87730-095-1) ; réédition, Paris, UGE, 10-18, coll. « Grands détectives » no 2369 (1993)  (ISBN 2-264-01783-X)
- Sayonara, Sweet Amaryllis (1983) Publié en français sous le titre Sayonara, douce Amaryllis, Paris, UGE, 10/18, coll. « Grands détectives » no 2680 (1995)  (ISBN 2-264-02169-1)
- Death Of A Daimyo (1984) Publié en français sous le titre La Mort d'un daimyo, Paris, UGE, 10/18, coll. « Grands détectives » no 2710 (1996)  (ISBN 2-264-02347-3)
- The Death Ceremony (1985) Publié en français sous le titre Mortelle Cérémonie, Paris, Éditions Philippe Picquier (1992)  (ISBN 2-87730-113-3) ; réédition, Paris, UGE, 10/18, coll. « Grands détectives » no 2370 (1993)  (ISBN 2-264-01784-8)
- Go Gently, Gaijin (1986) Publié en français sous le titre L'Étranger de Kobe, Paris, UGE, 10/18, coll. « Grands détectives » no 2442 (1994)  (ISBN 2-264-00017-1)
- Kimono For A Corpse (1987) Publié en français sous le titre Kimono pour un cadavre, Paris, UGE, 10/18, coll. « Grands détectives » no 2990 (1998)  (ISBN 2-264-02659-6)
- The Reluctant Ronin (1988) Publié en français sous le titre Le Samouraï récalcitrant, Paris, UGE, 10/18, coll. « Grands détectives » no 2871 (1997)  (ISBN 2-264-02552-2)
- A Haiku For Hanae (1989) Publié en français sous le titre Haiku pour Hanae, Paris, Éditions Philippe Picquier (1992)  (ISBN 2-87730-104-4) ; réédition, Paris, UGE, 10/18, coll. « Grands détectives » no 2457 (1994)  (ISBN 2-264-01785-6)
- The Bogus Buddha (1990) Publié en français sous le titre Un Bouddha de pacotille, Paris, UGE, 10/18, coll. « Grands détectives » no 2928 (1998)  (ISBN 2-264-02643-X)
- The Body Wore Brocade (1992) Publié en français sous le titre Un linceul de brocart, Paris, UGE, 10/18, coll. « Grands détectives » no 3185 (2000)  (ISBN 2-264-03005-4)

##### SérieLazenby
- The Reluctant Spy (1995)
- Diplomatic Baggage (1995)

##### Autres romans
- The Imperial Way (1986)
- A Tarnished Phoenix (1990)

#### Romans signés Hampton Charles

##### SérieMiss Seeton
- Miss Seeton, by Appointment (1990) Publié en français sous le titre Miss Seeton au service de Sa Majesté, Paris, UGE, 10/18, coll. « Grands détectives » no 3052 (1999)  (ISBN 2-264-02888-2)
- Advantage Miss Seeton (1990) Publié en français sous le titre Miss Seeton prend l'avantage, Paris, UGE, 10/18, coll. « Grands détectives » no 2989 (1998)  (ISBN 2-264-02795-9)
- Miss Seeton at the Helm (1990) Publié en français sous le titre Miss Seeton à la barre, Paris, UGE, 10/18, coll. « Grands détectives » no 3104 (1999)  (ISBN 2-264-02949-8)

### Autre ouvrage signé Peter Martin
- The Chrysanthemum Throne: A History of the Emperors of Japan (1997)

## Sources
: document utilisé comme source pour la rédaction de cet article.
- Claude Mesplède (dir.), Dictionnaire des littératures policières, vol. 2 : J - Z, Nantes, Joseph K, coll. « Temps noir », 2007, 1086 p. (ISBN 978-2-910-68645-1, OCLC 315873361), p. 346-347.